# Rosemary Biggs
Rosemary Peyton Biggs (Londres, 21 de abril de 1912 - 29 de junio de 2001) fue una hematóloga inglesa, que estudió los trastornos de la coagulación, en particular la hemofilia.

## Biografía
Rosemary Biggs nació el 21 de abril de 1912 en Londres de Edgar Biggs, un orfebre, y su esposa Ethel. Rosemary deseaba estudiar medicina pero sus padres no aprobaron su elección, por lo que, como compromiso, estudió botánica, recibió una licenciatura de la Universidad de Londres en 1934 y más tarde un doctorado en micología de la Universidad de Toronto. Con el comienzo de la Segunda Guerra Mundial, regresó a Londres y se matriculó en la London School of Medicine for Women; se graduó en 1943.

## Trayectoria profesional
En 1944, después de ocupar puestos subalternos en hospitales de Londres, Biggs se trasladó a Oxford, donde se incorporó al departamento de patología del Hospital de Radcliffe como asistente graduada. Inicialmente estudió el síndrome de aplastamiento y la variabilidad en las pruebas hematológicas. Luego investigó la formación y descomposición de los coágulos sanguíneos (coagulación y fibrinólisis), y obtuvo un doctorado y una medalla de oro de la Universidad de Londres con su tesis sobre la enzima de coagulación protrombina en 1949. En 1952, diseñó una nueva prueba, la prueba de generación de tromboplastina, para detectar defectos en la sangre de personas con hemofilia. El mismo año, Biggs y el grupo de Macfarlane descubrieron una enzima de coagulación previamente desconocida, el factor IX, que originalmente llamaron factor de Navidad .  También acuñaron el término enfermedad de Christmas (ahora conocida como hemofilia B ) para pacientes con deficiencias de factor IX, a diferencia de la hemofilia clásica (ahora conocida como hemofilia A), en la que existe una deficiencia de factor VIII . El nuevo factor y la enfermedad recibieron su nombre de Stephen Christmas, el primer paciente que el grupo de Oxford descubrió que tenía deficiencia de factor IX.  
Biggs y Macfarlane publicaron el libro de texto Human Blood Coagulation and its Disorders (Coagulación de la sangre humana y sus trastornos) en 1953 y redactaron las primeras pautas en Reino Unido para el tratamiento de la hemofilia en 1955. Su propuesta de un centro nacional de hemofilia que albergara departamentos de tratamiento, investigación y fraccionamiento del plasma sanguíneo, fue aprobada por el Departamento de Salud en 1964; En ese momento, las tres cuartas partes de todos los pacientes conocidos en Inglaterra y Gales con hemofilia grave fueron tratados en Oxford. Tras la jubilación de Macfarlane en 1967, Biggs fue puesto a cargo del Laboratorio de Investigación de Coagulación de la Sangre del Medical Research Council en Oxford. El Centro de Hemofilia de Oxford se inauguró en 1968 en el Hospital Churchill y fue dirigido por Biggs desde su fundación hasta su jubilación en 1977.  
Biggs recibió el Premio de la Fundación James F. Mitchell a la Investigación del Corazón y Vascular en 1971 y el Premio Macfarlane de la Sociedad de Hemofilia en 1978. Fue elegida miembro del Royal College of Physicians en 1974. Fue miembro fundador de la Sociedad Británica de Hematología y de la Sociedad Internacional de Trombosis y Hemostasia. Además fue editora de la British Journal of Haematology y la Journal of Thrombosis and Haemostasis.  
Biggs se retiró en 1977 y posteriormente vivió en Little Comberton, Worcestershire, con su hija adoptiva. Murió el 29 de junio de 2001.